# Павел Шмідт
Павел Шмідт (Pavel Schmidt, 9 лютого 1930 — 14 серпня 2001) — чехословацький академічний веслувальник.
Олімпійський чемпіон 1960 року в складі парної двійки.
Срібний призер Чемпіонату Європи 1959 року в складі парної двійки, бронзовий призер 1961 року в складі парної двійки.